# 刘永长
刘永长（1936年—），男，湖北武汉人，中国内燃机专家，曾任华中工学院教授、博士生导师，中国内燃机学会理事，湖北省内燃机学会理事长。